# Anatole Bienaimé
Pour les articles homonymes, voir Bienaimé.
Anatole Bienaimé, né à Amiens le 10 mars 1848 et mort dans la même ville le 25 mai 1911, est un architecte français qui a exercé dans la Somme et dans le Pas-de-Calais avec un nombre important de réalisations au Touquet-Paris-Plage.

## Biographie

### Famille
Anatole Jean Bienaimé est né au faubourg de Noyon à Amiens le 10 mars 1848 du mariage de Jules Henri, ouvrier menuisier, employé d'architecte jusqu'en 1880 au moins, et de Suzanne Eugènie Pécourt.
- Anatole Jean Bienaimé épouse Augustine Hélène Marie Becker, ils ont trois enfants.
  - Maurice Jules Marie né le 16 mai 1880 à Amiens[2]. Il est admis à l'école des Beaux-Arts en 1901, dans l'atelier de Louis Henri Georges Scellier de Gisors et de Louis Bernier. Il intègre la 1re classe en 1905 et poursuit ses études jusqu'à son décès prématuré en 1906 d'une congestion cérébrale[3].
  - Madeleine Irma Marie née le 15 février 1885 à Amiens. Le 1er février 1910, elle épouse Jules Marie Joseph Planchenault[4].
  - Charles Henri Maurice né le 15 juin 1892 à Amiens[5].

### Formation
Anatole Bienaimé suit les cours de l'école régionale des beaux-arts d'Amiens.
Pour ses cours d'architecture, il est successivement l'élève de M. Bernic à Paris, de M. Herbault et de M. Pinsard à Amiens.
Il est architecte à Amiens depuis le 1er mai 1880.

### Vie professionnelle
Anatole Bienaimé crée de nombreux édifices dans les départements de la Somme et de nombreuses villas au Touquet-Paris-Plage dans le département du Pas-de-Calais.
Il participe, avec Jean Herbault, à la construction du Palais de justice d'Amiens.
En 1880, devenu architecte, il réalise l'hôtel de ville de Doullens, le château de Canaples.
Il est l'architecte de MM. Saint Frères de Flixecourt pour lesquels il édifie de très importantes constructions industrielles.
Il participe activement à la vie de la société en étant membre de différentes institutions, comme de la société des architectes du Nord de la France en 1884, de la commission des bâtiments publics de la Somme depuis le 26 février 1900, du conseil d'administration de l'école régionale des beaux-arts d'Amiens, depuis le 23 septembre 1901, du conseil d'administration de la société sndustrielle d'Amiens de 1902 à 1903, et de 1906 à 1908 puis vice-président en 1907-1908, de la chambre syndicale (syndicat des propriétaires de Paris-Plage) depuis le 16 août 1903, de la commission administrative de la société des amis des arts de la Somme, en 1905 puis vice-président depuis 1909 et membre titulaire, à la création, de la Société académique du Paris-Plage le 9 juillet 1906. Il est également conseiller municipal de la ville d'Amiens de 1900 à 1904, adjoint au maire d'Amiens de 1904 à 1908. Il est aussi président de la commission des chemins de Paris-Plage, depuis le 24 août 1902, vice-président de la commission sanitaire de l'arrondissement d'Amiens depuis le 14 mars 1903.
En 1910, il habite 20, rue Porte-Paris à Amiens.
Il meurt à Amiens le 25 mai 1911 et est inhumé au cimetière Saint-Acheul.

## Distinction
Anatole Bienaimé est fait officier d'Académie, par arrêté ministériel du 28 septembre 1904.

## Réalisations architecturales

### Berck
À Berck, il est l'architecte de la villa La Pergola, construite avant 1911.

### Canaples
En 1898, il est l'architecte du château de Canaples inscrit en totalité (à savoir les façades, toitures et intérieurs, ainsi que le portail, les dépendances et le parc) à l'inventaire des monuments historiques depuis le 23 mai 2013.

### Corbie
L'école des garçons (aujourd'hui école « La Caroline ») fut construite sur les plans d'Anatole Biénaimé.

### Doullens
En 1898, il est l'architecte de l'hôtel de ville de Doullens (dans la Somme), dans lequel se trouve la salle du Commandement unique inscrite à l'inventaire des monuments historiques depuis le 23 mars 1998.

### Flixecourt
Il est en 1910 l'architecte de la cité ouvrière Saint-Frères à Flixecourt.

### Le Touquet-Paris-Plage

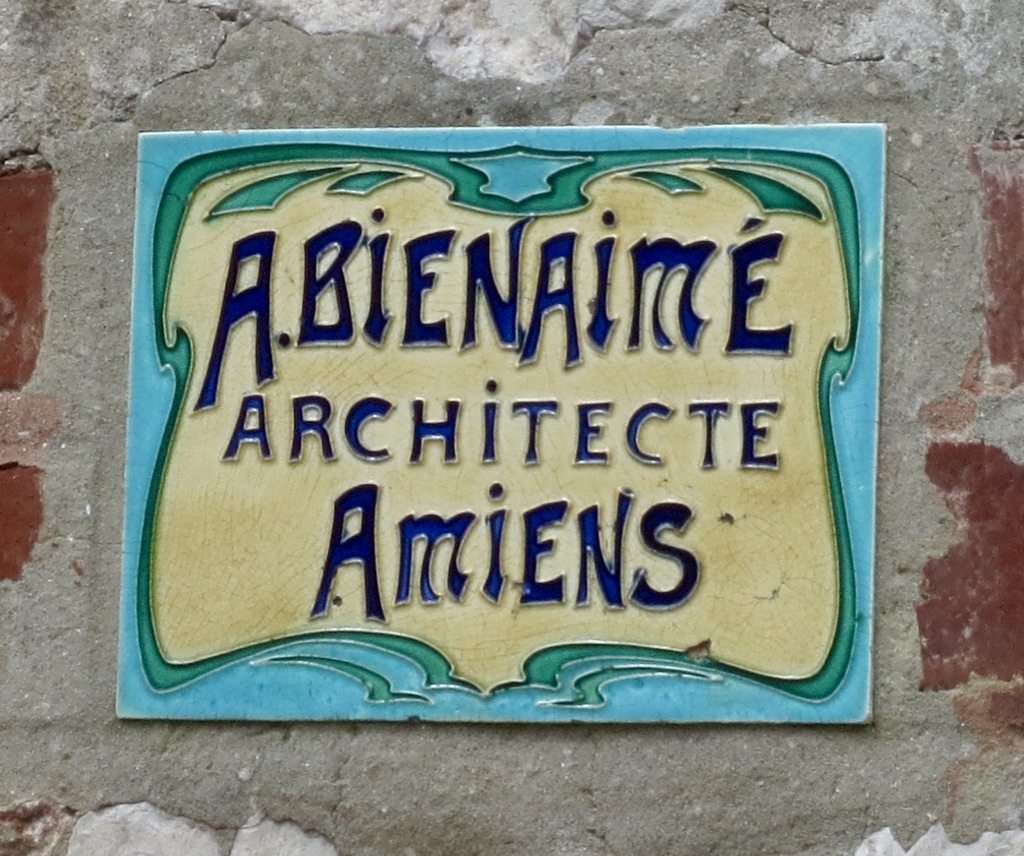
Plaque, au Touquet-Paris-Plage, qui était apposée sur tout bâtiment nouvellement construit

Anatole Bienaimé arrive en 1900 à Paris-Plage, il réalise une construction d'un aspect nouveau pour la station avec la villa Le Goéland. 1901 et 1902 voient l'arrivée de nombreuses villas de Bienaimé, La Sapinière, Les Sapins, Rose-Mousse, Giroflé-Girofla; il est devenu pratiquement le seul architecte de Paris-Plage. Son style devient de plus en plus normand pur avec les villas Rayon Vert, Concordia junior, Butterfly, Sigurd Walkirie, Zermatt et Cottage Fleuri, etc.
Le 24 août 1902, il est nommé président de la commission des Chemins; le 16 août 1903, il est nommé membre de la chambre syndicale des propriétaires et, le 9 juillet 1906, membre de la société académique de Paris-Plage.
Il est ainsi l'architecte de plus d'une centaine de villas au Touquet-Paris-Plage dont la plupart figurent à l'inventaire général du patrimoine culturel :
- un ensemble de cinq villas, 70, 72, 74, 76, 78 rue Saint-Louis, construites à la fin du XIXe siècle[15] ;
- les trois villas Vénus, Saturne et Mars, 62 à 66 rue Léon Garet, construites à la fin du XIXe siècle[16] ;
- les trois villas Les Naïades, Les Néréides et Les Dryades, 15 à 19 boulevard du Docteur Jules Pouget, construites en 1908 sur les plans de l'architecte Anatole Bienaimé pour M. et Mme Louis Hubinet. Cette dernière, passionnée par la mythologie, choisit les noms[17] ;
- la villa Suzette, 14 rue de Londres, construite à la fin du XIXe siècle[18] ;
- les deux villas Lydéric et Phinaert, 6-8 rue Jean-Monnet, construites vers 1910[19] ;
- la villa Monéjan, 14-16 avenue Saint-Jean, construite en 1908;
- la villa construite au début du XXe siècle, allée du Verger[20] ;
- la villa La Royana, 86 rue de Moscou, construite à la fin du XIXe siècle[21] de même que la villa située au 68 de la même rue[22], à l'angle de la rue Saint-Jean (72);
- La résidence Les Alcyons, 16 rue de Moscou, construite à la fin du XIXe siècle;
- La villa Nanikaty, 142 rue de Londres, à l'angle de la rue des Oyats, construite à la fin du XIXe siècle;
- la villa Le Roi d'Ys, 45bis boulevard Daloz, construite en 1903[23]. Cette villa est typique du style d'Anatole Bienaimé : le bois est plaqué sur la construction et ne fait pas partie de sa structure ;
- la villa Les Sarcelles, 1 rue de Londres, construite en pierre de Marquise en 1904, pour M. Bernier, avocat au Conseil d'État. Ce dernier, grand amateur de chasse, décida du nom de la villa[24].

## Pour approfondir